# Carlos Costa Posada
Carlos Costa Posada (nacido en Barranquilla, Atlántico) es un ingeniero civil y político colombiano. El presidente de la República, Álvaro Uribe, designó a Costa Posada como ministro de Ambiente, Vivienda y Desarrollo en abril de 2009 en reemplazo de Juan Lozano Ramírez. Actualmente se desempeña como decano de la facultad de Ingeniería de la  Universidad de la Salle en la ciudad de Bogotá y Presidente Ejecutivo de ACODAL (Asociación Colombiana de Ingeniería Sanitaria y Ambiental).

## Biografía
Graduado de la Universidad de Los Andes en Bogotá, Costa Posada Tiene un doctorado en sistemas de información geográfica e imágenes de satélite, en la Universidad de Cambridge, Inglaterra. Fue coordinador del proyecto de conservación de biodiversidad en la Universidad de los Andes, del Instituto Alexander von Humboldt; investigador asociado del departamento de geografía de la Universidad de Cambridge; e ingeniero de diseño estructural de la firma UNION Tec de Bogotá.
Entre enero de 2004 y mayo de 2008, Costa Posada fue director general del Instituto de Hidrología, Meteorología y Estudios Ambientales (Ideam) y desde julio de 2001 hasta enero de 2004 fue director de política ambiental del Departamento Nacional de Planeación.
Trabajó en el Banco Mundial desde mayo de 2008 en temas sobre el cambio climático, desempeñándose como consultor de la Unidad de Agua y Desarrollo Urbano para Latinoamérica y el Caribe donde adquirió experiencia en gestión ambiental, gestión de riesgo de desastres y adaptación al cambio climático, cubriendo desde la implementación de proyectos hasta la concertación de políticas nacionales.